# 권리행사의 태만
권리행사의 태만(Laches)란 영미 형평법상 개념으로 「 권리 위에 잠자는 자는 그 권리를 행사하는 것을 허용하지 않는다」라는 영국법의 전통을 계승한 법이론이다. 권리위에 잠자고 있는 자는 보호하지 않는다는 법 격언으로 표현된다. 소멸시효랑 비슷하나 권리행사의 태만은 불합리하고 편견을 유발하는 지연인데 반면 소멸시효는 법령에 의해 정해진 기간이라는 점에서 다르다.
특허법에서는 지식재산권자가 침해자에 대한 소송 제기를 납득할 수 없을 정도로 지연시켜 해당 침해자에게 불이익을 유발시킬 때 발생하는 지식재산권 침해의 주장에 대한 항변으로서, 권리 주장 불가를 주장할 수 있다.

## 요건
권리행사의 태만이 인정되기 위해서는 1. 원고가 소를 제기함에 있어 비합리적이고 변명할 수 없는 지체가 있어야 하고, 2. 원고의 지체로 인하여 피고에게 현저하게 불합리한 손해가 발생하여야 한다.
여기서 부당하게 오랜 기간 지체한 경우란 시효기간에 준하여 6년을 기준으로 한다. 6년을 초과하는 기간은 부당한 지체로 인정받게 된다. 6년이 지나지 않은 경우도 Laches의 주장은 가능하지만 이를 입증할 책임은 비권리자 측에 있다. 또 지체기간은 권리자가 비권리자에 의한 침해행위의 존재를 알거나 또는 알아야만 했던 시점으로부터 기산된다. 두 번째는 그 지체에 의해 비권리자측이 부당한 불이익을 받게 되는 경우이다. 부당한 불이익이란 예를 들면 많은 액수의 경비를 들인 생산시설의 폐쇄, 재고처분 등을 가리킨다.이 두 가지 요건이 갖춰질 때 권리자는 제소전의 침해행위에 관한 손해배상청구권을 상실하게 된다.

## 사례
- 한국 하나은행과 미국 하나파이낸셜간 상표권 분쟁에서 “미국 형평법에서는 4년 이상 등록상표권자가 상대방에 대해 제척(일종의 배제)을 주장하지 않았을 경우 사실상의 상표공존을 인정한 것이라고 본다. 상표 선등록권자인 HFI가 하나은행의 미국 사업에 대해 사업 초반에는 이의를 제기하지 않은 정황(권리행사의 태만)으로 볼 때 형평법상의 법리에서도 HFI의 상표를 침해하지 않았음이 인정하였다.[3]
- Ford Motor Co. v. Lemelson 사건에서 판사는 특허 신청자인 Lemelson의 악의가 아닌, 40년 동안 일부 특허가 신청된 상태에 있었으므로 의무태만(laches)에 의하여 특허를 주장할 수 없다고 하였다.[4]

## 참고 문헌
1. ↑  지재권용어사전[깨진 링크(과거 내용 찾기)]
2. ↑  국제특허분쟁 대응 표준Manual
3. ↑  “먼저 등록한 것보다 선(先)사용이 우선”
4. ↑  Ford Motor Co. v. Lemelson 40 U.S.P.Q.2d.

## 같이 보기
- 형평법
- 금반언
- 소멸시효
- 더러운 손